# بروستنی
بروستنی (به لاتین: Broșteni) یک منطقهٔ مسکونی در مولداوی است که در واحدهای اداری-سرزمینی کرانه چپ دنیستر واقع شده‌است. بروستنی ۱۴۵ متر بالاتر از سطح دریا واقع شده‌است.